# Gotha Go 244
Gotha Go 244 bylo nákladní letadlo, používané Luftwaffe během druhé světové války.

## Vývoj
Gotha Go 244 vznikl motorizací kluzáku Gotha Go 242. Po vpádu Německa do Francie bylo ukořistěno množství motorů Gnome-Rhône 14M a bylo rozhodnuto použít tento motor k upravě kluzáku Go 242. Výkon tohoto motoru byl ale nedostačující. Po invazi do SSSR v roce 1941 získali Němci mimo jiné motor Švecov M-25A. Ale tento motor byl ještě slabší než francouzský. Prototypová série A byla vybavena motorem BMW 132.

## Operační nasazení
První stroje přicházely k jednotkám Luftwaffe v květnu 1942 v několika variantách. Tento stroj byl téměř výhradně používán na východní frontě.

## Verze
- Go 244A-1 – prototyp vybaven motorem BMW 132
- Go 244B-1 – sériová verze vybavená pevným podvozkem
- Go 244B-2 – B-1 s upraveným podvozkem s polozatažitelným předním kolem
- Go 242B-3 – výsadková verze s dvojitými zadními dveřmi
- Go 244B-4 – výsadková úprava verze B-2, dveře jako B-3 a podvozek jako B-2
- Go 244B-5 – cvičná verze s dvojitým řízením

## Specifikace (Go 244B-2)

### Technické údaje
- Osádka: 1-2 piloti
- Kapacita: až 23 vojáků nebo náklad
- Užitečný náklad: ? kg
- Rozpětí: 24,5 m
- Délka: 15,8 m
- Výška: 4,6 m
- Nosná plocha: 64,4 m²
- Hmotnost prázdného letounu: 5 225 kg
- Vzletová hmotnost: ? kg
- Max. vzletová hmotnost: 7 800 kg
- Pohonná jednotka: 2 × hvězdicový motor Gnome-Rhône 14M
  - Výkon motoru: 700 k (520 kW)

### Výkony
- Maximální rychlost: 290 km/h
- Cestovní rychlost: 270 km/h ve výšce 3 900 m
- Dostup: 7 650 m
- Stoupavost: 5000 m/min
- Dolet: 740 km

### Výzbroj
- 4 × kulomet MG 15 ráže 7,92 mm